# 土佐西南大規模公園多目的運動広場
土佐西南大規模公園多目的運動広場（とさせいなんだいきぼこうえん たもくてきうんどうじょう）は、高知県幡多郡黒潮町にある多目的運動広場の天然芝。県内初の人工芝JFA公認ピッチ。

## 歴史
- 1997年 多目的運動広場（人工芝グラウンド）に開場[1]。
- 2017年 人工芝JFA日本サッカー協会ロングパイル人工芝ピッチ2面公認[2]。

## 施設概要
- 多目的運動広場：22,144㎡
- 防球フェンス：高さ6ｍが総延長623ｍ
- 照明：8基

## 交通
- 土佐くろしお鉄道中村線入野駅から徒歩15分